# Junkers G 24

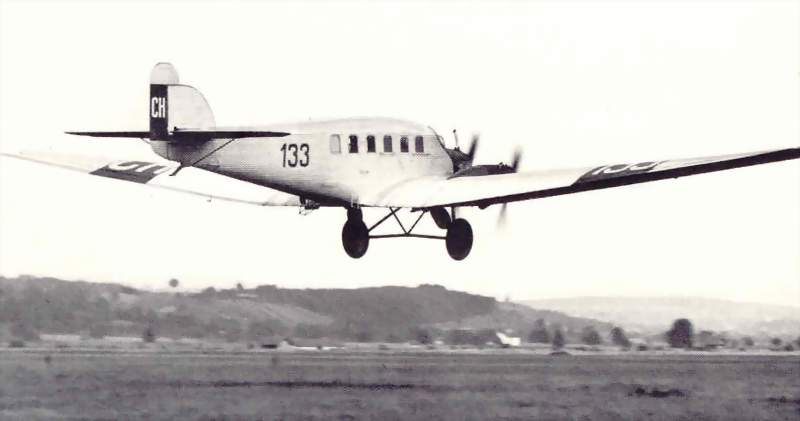
Junkers G.23 (CH-133) thuộc hãng Ad Astra Aero

Junkers G 24 là một loại máy bay chở khách/vận tải 3 động cơ của Đức, do hãng Junkers chế tạo từ năm 1925. Junkers F 24 là tên định danh cho các phiên bản 1 động cơ của loại G 24.

## Biến thể
- Mẫu thử G 24
- G 24
- G 24a
- G 24ba
- G 24b1a
- G 24bi
- G 24ce
- G 24e
- G 24de
- G 24fe
- G 24ge
- G 24g1e
- G 24gu
- G 24gn
- G 24he
- G 24h1e
- G 24hu
- G 24li
- G 24mai
- G 24nao
- G 24L
- F 24kae
- F 24kai
- F 24kau
- F 24kay
- F 24ko
- G3 S1 24
- G1 Sa 24
- G2 Sb 24
- K 30
- K 30b
- K 30c
- K 30do
- W 41
- TB2
- JuG-1

## Quốc gia sử dụng
Afghanistan
- Không quân Afghanistan

 Austria
 Brazil
- Syndicato Condor

 Chile
- Không quân Chile

 FinlandAero O/Y
 Germany
- Deutsche Luft Hansa
- Luftwaffe
- Condor Syndikat

 Greece
- Không quân Hy Lạp

 Italy
 Cộng hòa Tây Ban Nha
- Không quân Cộng hòa Tây Ban Nha

 Thụy Điển
- AB Aerotransport

 Thụy Sĩ
- Ad Astra Aero
- Swissair

 Turkey
 USSR
- Không quân Liên Xô

 Nam Tư
- Không quân Hoàng gia Nam Tư

## Tính năng kỹ chiến thuật (G 24ba)
Dữ liệu lấy từ Wagner p. 239
Đặc điểm tổng quát
- Kíp lái: 2 + 9
- Chiều dài: 15,25 m (50 ft.36 in)
- Sải cánh: 28,50 m (93 ft 6 in)
- Chiều cao: 5,50 m ()
- Diện tích cánh: 89 m² (958 ft²)
- Trọng lượng rỗng: 3.800 kg ()
- Trọng lượng cất cánh tối đa: 6.000 kg ()
- Động cơ: 3 × Junkers L2, 265 hp ()  mỗi chiếc

 Hiệu suất bay 
- Vận tốc cực đại: 175 km/h (109 mph)
- Tầm bay: 1.050 km (650 mi)
- Trần bay: 3.300 m ()
- Vận tốc lên cao: 2 m/s ()

## Tính năng kỹ chiến thuật (G 24he)
Dữ liệu lấy từ Wagner p. 239
Đặc điểm tổng quát
- Kíp lái: 2 + 14
- Chiều dài: 15,80 m ()
- Sải cánh: 29,37 m ()
- Chiều cao: 5,80 m ()
- Diện tích cánh: 101 m² ()
- Trọng lượng rỗng: 4.330 kg ()
- Trọng lượng cất cánh tối đa: 7.200 kg (15.894 lbs)
- Động cơ: 3 × Junkers L5, 310 hp ()  mỗi chiếc

 Hiệu suất bay 
- Vận tốc cực đại: 210 km/h (130 mph)
- Tầm bay: 1.050 km (650 mi)
- Trần bay: 4.000 m (13.100 ft)
- Vận tốc lên cao: 2,8 m/s ()

## Tính năng kỹ chiến thuật (F 24Ko)
Dữ liệu lấy từ Wagner p. 242
Đặc điểm tổng quát
- Kíp lái: 2 + 6
- Chiều dài: 15,25 m ()
- Sải cánh: 25,90 m ()
- Chiều cao: 5,50 m ()
- Diện tích cánh: 79,20 m² ()
- Trọng lượng rỗng: 3.410 kg ()
- Trọng lượng cất cánh tối đa: 4.600 kg (15.894 lbs)
- Động cơ: 1 × BMW VIu, 690 hp ()

 Hiệu suất bay 
- Vận tốc cực đại: 198 km/h (123 mph)
- Tầm bay: 660 km (410 mi)
- Trần bay: 4.000 m (13.100 ft)
- Vận tốc lên cao: 3,5 m/s ()